# Lola Pons Rodríguez
Lola Pons Rodríguez (Barcelona, 1976) es una filóloga y profesora española, catedrática en el Departamento de Lengua Española, Lingüística y Teoría de la Literatura de la Universidad de Sevilla, donde trabaja desde 2003.

## Trayectoria
De crianza y ascendencia andaluza, en 2000 obtuvo el título de licenciada en Filología Hispánica y en 2003 se doctoró con la tesis Edición y estudio lingüístico de Virtuosas e claras mugeres (1446) de don Álvaro de Luna, dirigida por el catedrático de Lengua Española Manuel Ariza. En ambos casos obtuvo el premio extraordinario de licenciatura y de doctorado de la Universidad de Sevilla.
Ha sido también profesora invitada en las universidades de Tubinga y Oxford.
Ha editado y estudiado lingüísticamente textos antiguos, desde el siglo XV al XIX. En 2011 fundó el grupo Historia15, integrado por profesores de universidades españolas y extranjeras; a través de sucesivos proyectos de investigación financiados por el Ministerio, en Historia15 se han rescatado y estudiado lingüísticamente textos del siglo XV y  principios del XVI. También fundó el grupo DOLEO de estudio de escritos de quejas en español, adscrito a la red internacional Charta. De 2018 a 2022 dirigió el Curso de Formación para Profesores de Español como L2, organizado conjuntamente por el Centro de Formación Permanente de la Universidad de Sevilla y el Instituto Cervantes. Desde 2005 dirige periódicamente en la Universidad de Sevilla las Jornadas sobre Edición de Textos e Historia de la Lengua, que han servido en sus cinco ediciones de punto de encuentro entre las disciplinas de la Lingüística histórica y la Crítica textual.

## Líneas de investigación
Es especialista en el estudio histórico de procesos de elaboración lingüística del idioma (ampliación planificada de recursos expresivos en busca de una mayor amplitud de registros). En esa línea, ha estudiado los rasgos morfosintácticos que fueron asociados a la nueva lengua literaria y documental en formación en el siglo XV (propagación del superlativo –ísimo, empleo de relativo el cual, usos de infinitivo no concertado...), además de otras cuestiones como la formación de marcadores discursivos, la creación de topicalizadores o los procesos de gramaticalización.[cita requerida]
Su segunda línea de investigación es la variación lingüística dialectal y multilingüe; se ha ocupado del español de Andalucía y del multilingüismo en entornos andaluces a través del estudio del paisaje lingüístico (análisis de los signos localizables en espacios públicos).[cita requerida]

## Comités científicos
Es miembro de la Asociación de Historia de la Lengua Española y forma parte del comité editorial o científico de revistas como Abenámar, Hesperia, Cuadernos del IEMYR, Revista Internacional de Lingüística Iberoamericana, Études Romanes de Brno, Revista de Historia de la Lengua Española, TEISEL. Tecnologías para la investigación en segundas lenguas; Archiletras y Archiletras Científica. Es miembro del Observatorio Nebrija de la Lengua Española. Ha pertenecido a comités científicos de diversos congresos científicos y coloquios.

## Colaboración en medios de comunicación
Está interesada en ampliar la visión que tiene la sociedad de la historia de la lengua española. En este sentido, colabora activamente en actividades de divulgación científica como La noche europea de los investigadores o Café con Ciencia. En 2009 creó el Blog de Historia
de la Lengua Española Nosolodeyod, activo de 2009 a 2022. Ha escrito tres libros divulgativos: Una lengua muy (muy) larga, El árbol de la lengua y El español es un mundo (Arpa Editores). con seis, tres y dos ediciones respectivamente. Ha sido colaboradora de programas de televisión (La Aventura del Saber, La 2, temporada 2016-2017), de Canal Sur Radio (temporadas 2020-2021 y 2021-2022, Días D Andalucía, dir. Domi del Postigo) y de la sección digital Verne de El País. Actualmente colabora con el periódico El País, en tribunas de opinión, así como con la Cadena Ser (Hoy por hoy, dir. Àngels Barceló) y ABC Sevilla.
En 2022 comisarió la exposición "La lengua en la calle. 400 años de paisaje lingüístico" para el Instituto Cervantes de Nueva York y "Nebrija en América" (Archivo General de Indias). 

## Publicaciones
- 2008ː Edición, estudio preliminar y notas de Virtuosas e claras mugeres (1446) de don Álvaro de Luna. Segovia: Instituto Castellano y Leonés de la Lengua.
- 2010ː La lengua de ayer. Manual práctico de historia del español. Madrid: Arco / Libros.
- 2012ː El paisaje lingüístico de Sevilla. Lenguas y variedades en el escenario urbano hispalense. Sevilla: Diputación Provincial de Sevilla.
- 2016ː Una lengua muy larga. Cien historias curiosas sobre el español. Barcelona: Arpa Editores.
- 2020: El árbol de la lengua Barcelona: Arpa Editores.
- 2020ː Seis palabras para escribir la historia en la lengua española. Sevilla. Editorial Universidad de Sevilla.
- 2022: Diálogo de la lengua de Juan de Valdés (editado y prologado por Lola Pons). Barcelona. Espasa-Real Academia Española (Colección Biblioteca Clásica RAE).
- 2022: El español es un mundo. Barcelona: Arpa Editores.

## Premios y distinciones
- 2010. Premio Redele (mención de honor) de creación de materiales didácticos sobre unidad didáctica sobre Camino a español.[24]
- 2011. Premio de Investigación Archivo Hispalense (sección Ciencias Sociales) de la Diputación de Sevilla por el libro El paisaje lingüístico de Sevilla. Lenguas y variedades en el escenario urbano hispalense.[25]
- 2019. Premio de Periodismo Ciudad de Alcalá de Henares "Manuel Azaña" por su tribuna El árbol de la lengua, publicada en el periódico El País el 12 de enero de 2019.[26]
- 2020. Socia de honor de la Unión de Correctores del Español[27]
- 2020. Académica correspondiente de la Real Academia de Nobles Artes de Antequera[28]
- 2021. Académica correspondiente de la Academia Panameña de la Lengua[29]
- 2021. XXV Premio Nacional de Periodismo Miguel Delibes.[30][31]
- 2022. Representante del Ayuntamiento de Sevilla en el comité científico del Año Nebrija en la Comisión Interadministrativa Nacional.
- 2022. Comisaria científica del Año Nebrija para la Junta de Andalucía y la Universidad de Sevilla.
- 2022. Medalla de oro de la Ciudad de Sevilla.[32][33]
- 2022. Premio Figura del Año de la Asociación Feria del Libro de Sevilla.
- 2023. Medalla de oro de la Provincia de Sevilla.
- 2023. Premio Archiletras de la Lengua 2023, categoría Divulgación.[34][35]